# Axel Krygier
Pour les articles homonymes, voir Krygier.
Axel Krygier (né en 1969 à Buenos Aires) est un musicien et compositeur argentin.

## Biographie
Il est né à Buenos Aires en 1969. Il a joué comme saxophoniste dans le groupe Instrucción Cívica (Kevin Johansen et Julián Benjamín), tout en étudiant le piano et la flûte traversière.
À 18 ans, il achète son premier graveur multipiste et il commence à enregistrer ses propres thèmes et expériences en jouant lui-même tous les instruments. Depuis lors, il a réalisé la musique de nombreux longs métrages, pièces de théâtre et danses.
De 1990 à 1996, il a appartenu au groupe La Portuaria, avec lequel il a enregistré quatre disques.
En 1999, Los Años Luz Discos éditent sa première œuvre de soliste, Échale semilla!, considérée comme révélation de l'année par le journal Clarín et la revue Rolling Stone. L'année suivante, l'album a été édité en Espagne sous le sigle[Quoi ?] HiTop. Les thèmes du disque se retrouvent dans de nombreuses compilations européennes et asiatiques.
En 2003, Los Años Luz Discos éditent Secreto y Malibú, bande-son écrite pour l'œuvre de théâtre/danse homonyme. Elle eut beaucoup de succès durant cette période en Europe, aux États-Unis et en Asie, et évidemment en Argentine. 
Entre 2001 et 2003, Axel Krygier forma un groupe à Barcelone et participa à de nombreux festivals européens (les Trans musicales de Rennes, BAM de Barcelone[Quoi ?], Bal-Concert de La Villette[Quoi ?], La Línea Festival Latino de Londres, entre autres).
De retour en Argentine, il crée avec Christian Basso le Sexteto Irreal, groupe rejoint par Fernando Samalea, Alejandro Terán et Manuel Schaller, avec qui il a déjà joué notamment dans les festivals Konex et Quilmes Rock.

## Discographie
Albums
- 2005 : Zorzal
- 2010 : Pesebre (Crammed Discs)
- 2015 : Hombre de piedra (Crammed Discs)

## Filmographie

### Comme compositeur
- 2000 : El camino de Javier Olivera
- 2002 : La entrega de Inés de Oliveira Cézar (es)
- 2011 : Un amor (es) de Paula Hernández
- 2017 : Corralón de Eduardo Pinto (es)

### Comme acteur
Il a joué deux rôles mineurs de musiciens au cinéma :
- 2000 : El camino de Javier Olivera
- 2001 : Antigua vida mía (es) de Héctor Olivera